# Sylvia Maessen
Sylvia Maessen is een Nederlands componiste.
Maessen studeerde hobo bij Victor Swillens (examen 1985) en compositie/arrangeren bij Lex Jasper en Kenny Napper (examen 1990) met extra vak contrabas (klassiek bij Edward Mebius, jazz bij Koos Serierse). Daarnaast volgde zij diverse workshops bij componisten/arrangeurs Bob Brookmeijer, Jerry van Rooijen, Peter Herbolzheimer, bij bassisten Ray Brown, John Clayton, Red Mitchell en bij drummer Ed Thigpen. 
Haar composities zijn meestal in klassiek, hedendaags idioom, maar zij componeert en arrangeert daarnaast ook in het wereldmuziek-, jazz- en muziektheater-genre. Zij schreef onder andere voor het Nederlands Blazers Ensemble, Sinfonia Rotterdam, fluitiste Eleonore Pameijer, pianisten Marja Bon, Marcel Worms en Janina Fialkowska, Frank Groothof, The Barton Workshop, The Holland Wind Players, bandoneonisten Alfredo Marcucci en Carel Kraayenhof, trompettist Wolfgang Guggenberger, jazzmusici Eric Vloeimans, Benjamin Herman, Candy Dulfer, soulzangeres Shirma Rouse, het Amstel Quartet, tablaspeler Nitiranjan Biswas, beiaardier Gijsbert Kok, het Nederlands Symfonie Orkest, Gergjev festival en vele anderen.

## Prijzen
- 2006 - 3e prijs VSB-poëzieprijs voor "Bui" (bariton, piano, contrabas, percussie)
- 2011 - RBO Sinfonia-compositieprijs voor het historisch oratorium "Nova Zembla" (sopr., ten., bar., koor en orkest)
- 2013 - MCN-compositieprijs genomineerd met 9 andere componisten
- 2013 - Geelvinck-Hinlopen-compositieprijs eervolle vermelding voor "Les plaies du monde" (sopraan en tafelpiano)
- 2014 - CD-release "Inspired by poetry" alle vocale klassieke composities uitgevoerd door sopraan Irene Maessen en diverse musici - fluitiste Eleonore Pameijer, klarinettisten Yfynke Hoogeveen en John Anderson, violiste Jacobien Rozemond, celliste Nina Hitz, accordeonist Hans van der Maas, percussionist Arjan Roos, pianisten Loes van Ras en Marja Bon.
- 2016 - Compositieprijs Donna in Musica - Italië genomineerd met "Overtura real" voor strijkorkest
- 2018 - Plicht-compositie voor het Internationaal Vocalisten Concours Den Bosch "Oh, che tranquillo mar" voor solozang met piano én voor solozang, klarinet, fagot, hoorn en strijkkwintet

- Library of Congress Control Number: no2017131784
- Virtual International Authority File: 947150808944219000002
- WorldCat: E39PBJkXxXB7XCfxhCWXrpbrv3